# Кордељери
Кордељери, такође познати и као Кордељерци или Друштво притатеља права човека и грађанина (фр. Société des Amis des droits de l’homme et du citoyen) је био популистички клуб у Француској у периоду Француске револуције.

## Клуб
Назив "Кордељери" клуб је добио по бившем кордељерском манастиру у коме је било смештено средиште. Главни циљ Кордељера био је да пред судом спрече злоупотребу сваке врсте и насртање на људска права. Њихов симбол било је "око које све види". Пошто се клуб налазио у отменијем делу Париза, у њему се убрзо окупила крупна буржоазија. Временом је клубу приступала и ситна буржоазија, интелигенција и сиротиња. Члански улог био је незнатан што је клубу привлачило и занатлије, ситне трговце, раднике и најсиромашније Французе. Касније је клуб Кордељења постао средиште нижих слојева и у програму овог клуба одражавали су се захтеви народних маса. Вође клуба били су Мара и Дантон. 
Клуб Кордељења укинуо је Комитет јавног спаса 1794. године заједно са укидањем партије ебертоваца и Париском комуном.